# Гарпимим
Гарпими́м (лат. Harpymimus) — род теропод инфраотряда орнитомимозавров из верхнего мела Монголии. Типовым и единственным видом является Harpymimus okladnikovi.

## Открытие и название
В 1981 году, во время Советско-Монгольской палеонтологической экспедиции в пустыню Гоби, был обнаружен скелет теропода. В 1984 году найденный экземпляр назвали и описали монгольские палеонтологи Ринченгийн Барсболд и Алтангэрэлийн Пэрлэ как новый вид Harpymimus okladnikovi. Родовое название содержит отсылку на гарпий — чудовищ из древнегреческой мифологии, с добавлением лат. mimus — «имитатор». Видовое название дано в честь советского палеонтолога Алексея Павловича Окладникова.
Образец голотипа IGM 100/29 состоит из почти полного, сочленённого, но раздавленного скелета, в котором отсутствуют фрагменты плечевого пояса, тазового пояса и задних конечностей. Образец найден в шинехудукской свите (провинция Дундговь), которая датируется средним — поздним альбом мелового периода.

## Описание

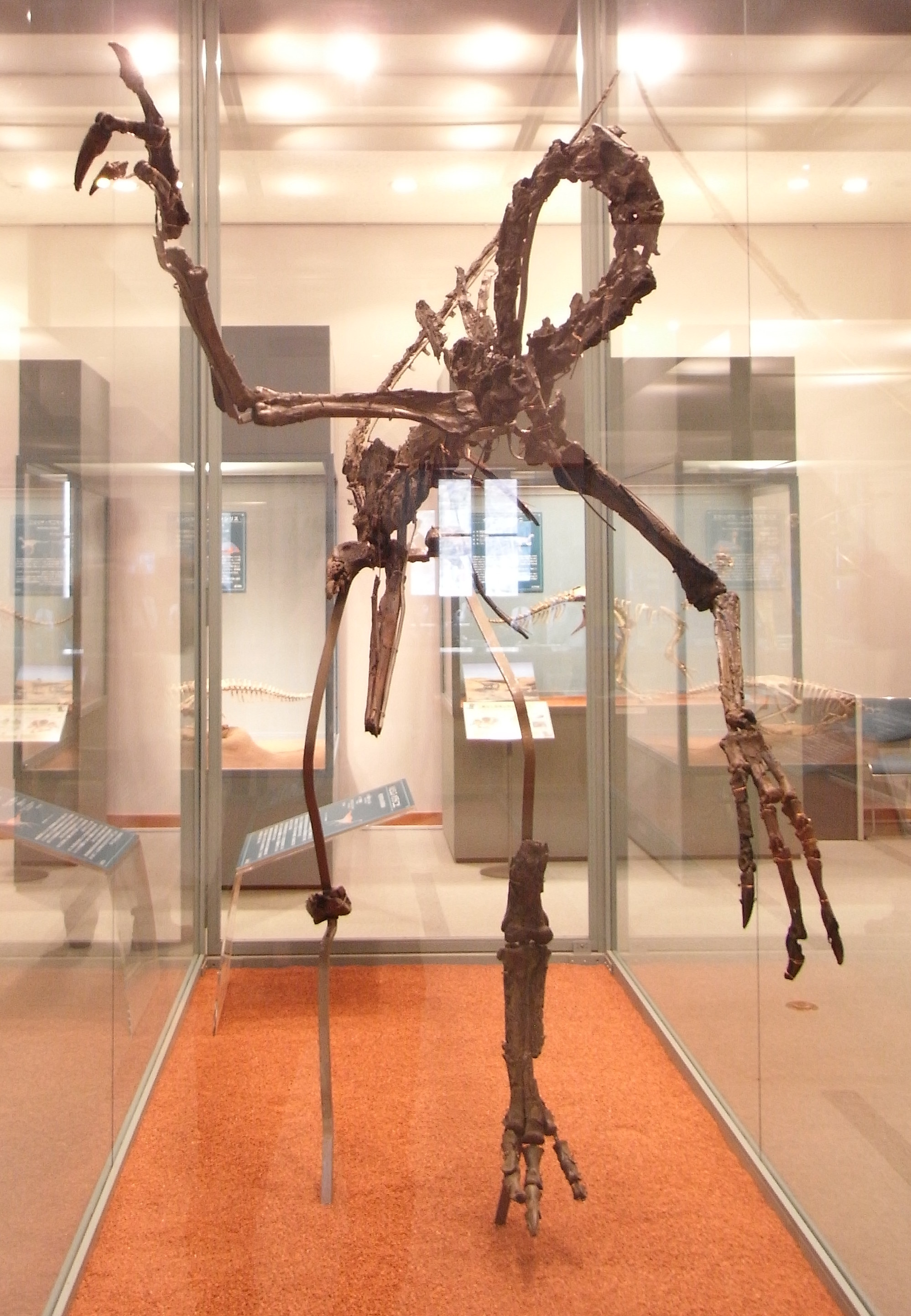
Образец голотипа

Впервые гарпимим был подробно описан в диссертации Ёсицугу Кобаяси в 2004 году. В 2005 году Барсболд и Кобаяси диагностировали гарпимима на основании ряда анатомических характеристик: 11 зубов в передней части нижней челюсти; переход между передними и задними хвостовыми позвонками происходит на 18 позвонке; треугольная депрессия над дорсальной поверхностью дельтапекторального гребня на лопатке, над плечевым суставом; низкий гребень над характерным углублением вдоль заднего края лопатки; небольшая, но глубокая коллатеральная впадина на боковом мыщелке III пястной кости.
Череп типового экземпляра гарпимима практически полный, но сильно разрушен, что делает неясным некоторые детали. Имеются данные о клюве, покрывающем верхнюю челюсть, которая, в сочетании с щёчными зубами, скорее всего использовалась для хватания и удержания пищи. Внешне животное было похоже на поздних орнитомимозавров: длинная шея, длинные цепкие лапы и длинные голенастые ноги. Зубы гарпимима отличаются от зубов другого базального орнитомимозавра — пелеканимима — тем, что они ограничены расположением на зубной кости, цилиндрические по форме и разделены межзубными пластинками, не менее 10 или 11 зубов с каждой стороны. Зубной аппарат пелеканимима состоял из 75 зубов с каждой стороны нижней челюсти и по 35 зубов с каждой стороны — в верхней. Свои маленькие зубы гарпимим, вероятно, использовал только для захвата и удержания пищи, в то время, как другие тероподы своими зубами могли кромсать и разрывать плоть жертв. Из всех известных орнитомимозавров только у гарпимима и пелеканимима сохранились зубы, что является примитивным (плезиаморфным) признаком для клады Ornithomimosauria. Другими базальными признаками являются очень короткая первая пястная кость и третья кость плюсны, которая, будучи зажатой сверху, всё-таки не выделяется из передней поверхности плюсны, поэтому стопа не является арктометатарзальной.
Длина черепа гарпимима составляет примерно 262 миллиметра, что более чем вдвое превышает его высоту и менее, чем вдвое меньше длины шеи, длина которой равнялась примерно 600 миллиметрам.

## Систематика
В первоначальном описании гарпимим был вынесен в собственное семейство Harpymimidae. В своей статье 2005 года Барсболд и Кобаяси провели подробный кладистический анализ и выяснили, что гарпимим занимает базальное положение в кладе Garudimimus brevipes плюс Ornithomimidae, но более продвинут, чем Pelecanimimus polyodon. По мнению исследователей, выводы анализа подтвердили модель, по которой орнитомимозавры возникли либо в Восточной Азии, либо в Европе раньше барремской эпохи раннего мела (130—125 миллионов лет назад), а затем мигрировали в Северную Америку во время или чуть раньше позднего мела.